# ناثانيل هولمز
ناثانيل هولمز (بالإنجليزية: Nathaniel Holmes)‏ هو نحات أمريكي، ولد في 1783، وتوفي في 1869.